# Ktyrimisca setifemur
Ktyrimisca setifemur är en tvåvingeart som beskrevs av Pavel Lehr 1967. Ktyrimisca setifemur ingår i släktet Ktyrimisca och familjen rovflugor. Inga underarter finns listade i Catalogue of Life.